# دارکولا
دارکولا (نام علمی: Paederus) نام نوعی حشرهٔ سمّی از خانوادهٔ سوسک‌های ولگرد است که در مناطق مرطوب، گرم و شرجی در سراسر جهان پراکندگی دارد. دارکولاها در مناطق مرطوب و شرجی ایران در استان‌های گیلان، به خصوص در شلمان و باغ های کملهمازندران، گلستان، فارس و خوزستان دیده شده‌اند. این جانور برخلاف تصور برخی از مردم، نیش نمی‌زند؛ بلکه فقط لِه کردن یا فشار آوردن به حشره روی پوست ایجاد ضایعه می‌کند. بر اثر لِه شدن این حشره مادهٔ فعالی که در همولنف آن به‌طور طبیعی وجود دارد سطح پوست را آغشته می‌کند و موجب بروز اپیدرمولیز می‌شود. این ماده پدرین نام دارد که با شست‌وشوی پوست در همان لحظه هیچ ضایعه‌ای به وجود نمی‌آید.

## نام‌ها
دارکولا در نقاط مختلف ایران و در گویش‌های مختلف، دارای نام‌های مختلفی است. این نام‌ها عبارت‌اند از: زَرخِ پوتار، بندْدَمِتی، وامج، تَلِرز، بَلَلوس، چرچر، بللوس و پشه پیاز.
این حشره در گیلان دارکولا یا وامج و یا زَرخِ پوتار، در طوالش (غرب گیلان) شَوسوز یا شَوسوج (به دلیل اینکه اغلب در شب اتفاق می‌افتد و صبح نشانه‌های سوزش و عامل اتفاق آن در طول شب ، نمایان می‌شود) و غرب مازندران تله گز و در مرکز مازندران تَلِرز و ون و در شرق مازندران و غرب گلستان به این حشره بند یا بندامِتی گفته می‌شود.
در استان خوزستان در مناطق بختیاری به این حشره شیفته و در شهرهای شوشتر و دزفول به این حشره چَرچَر می‌گویند و به التهاب حاصل از آن «قِف لووَه و بند زدن» می‌گویند.

## توصیف

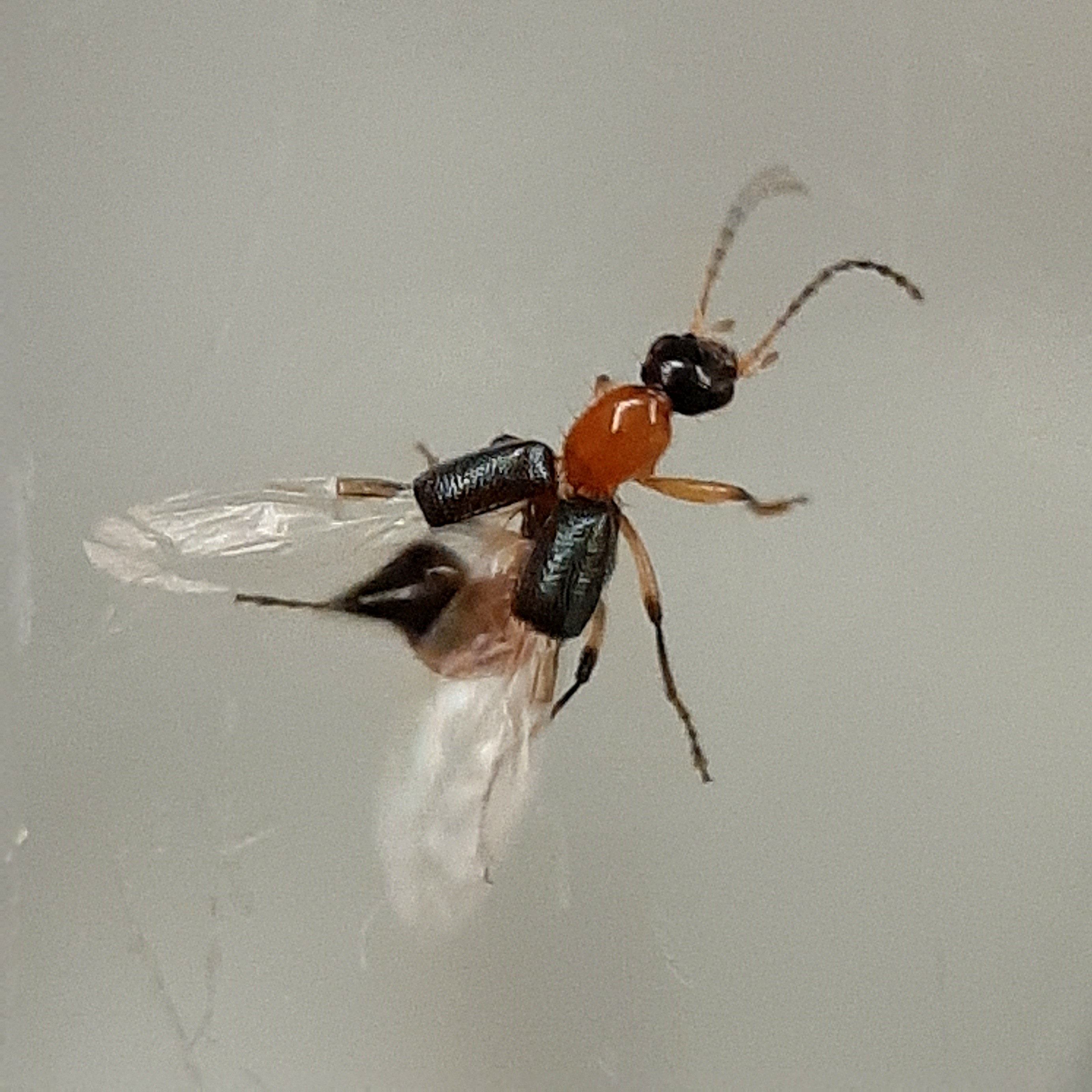
یک گونه دارکولا با بال‌های باز، مالزی

این حشره که به سلطان حشرات مناطق گرم و مرطوب معروف است به واسطهٔ سم پدرین (Pederin) که در بدن خود دارد فاقد دشمن طبیعی است و حتی پرندگان نیز از خوردن آن خودداری می‌کنند. دارکولا بیشتر در شالیزارها، علفزارها و ساختمان‌های مرطوب و با دو رنگ قرمز و قهوه‌ای دیده می‌شود.
شکل ظاهری دارکولا باریک و کشیده‌است که آن را قادر به پرواز و حرکت سریع می‌سازد. جثه‌اش حدود ۶ تا ۱۰ میلی‌متر کمی بزرگ‌تر از مورچه‌های قرمز است. این حشره نیش نمی‌زند بلکه در صورت له شدن، مایعات بدنی آن (همولنف) باعث ایجاد واکنش پوستی می‌شوند. دارکولا در آغاز صبح و نزدیک غروب تمایل بیشتری به آسیب رساندن به طعمه‌های خود دارد. این حشرات از نور خورشید گریزان هستند و به نورهای مصنوعی مانند فلورسنت تمایل دارند.
در محلی که سَمّ این حشره روی آن ریخته می‌شود، زخم‌های دردناکی ایجاد می‌شود که در صورت برخورد ترشحات زخم با قسمت‌های دیگر بدن، آن نواحی هم زخم خواهند شد. معمولاً قسمت‌هایی از بدن که پوست حساسی دارند و بیشتر بدون پوشش لباس هستند، مثل گردن، در معرض سمّ این حشره‌اند. غالباً پوست نقاطی از بدن که کلفت‌تر است، مثل کف دست و کف پا، دچار ضایعهٔ حاصل از این حشره نمی‌شود.
گونه‌هایی از این حشره که در آفریقا ایجاد بیماری مگس نایروبی (Nairobi fly) را می‌کنند، گونه‌های P. crebinpunctatis و P. sabaeus هستند، در صورتی که گونهٔ ایجادکننده بیماری در ایران بیشتر Paederus fuscipes است. سمّ این حشره از دیرباز از جمله در چین مصرف دارویی داشته‌است.
این حشره موجب بروز درماتیت‌های خطی روی پوست بدن شهروندان ساکن در مناطق شمالی و مرکزی ایران می‌شود. مشکلات ناشی از این حشره گاه با داستان‌هایی توأم شده‌است که پاره‌ای درست و پاره‌ای دیگر از بنیان غلط هستند.

## ریخت‌شناسی
دارکولاها حشراتی از خانوادهٔ سوسک‌های ولگرد از راستهٔ قاب‌بالان هستند. سردهٔ پدروس دارای ۶۲۲ گونه با پراکندگی جهانی است و بدنی باریک و کشیده به رنگ سیاه یا نارنجی دارد. از ویژگی‌های مشخص این سرده، کوتاه بودن بال‌پوش‌های آن‌هاست به‌طوری‌که تنها چند بند اول شکم را می‌پوشاند و بدین لحاظ پنج بند انتهایی شکم قابل رؤیت باقی می‌ماند. جفت بال‌های عقبی غشایی و توسعه‌یافته‌است و در امر پرواز به کار می‌رود. رنگ بال‌پوش‌ها آبی یا سبز متالیک است.

## بوم‌شناسی
پدروس‌ها حشراتی با دگردیسی کامل بوده و دارای چهار مرحلهٔ تخم، لارو، شفیره و حشرهٔ کامل است. طول دورهٔ لاروی یک ماه و دورهٔ زندگی حشرهٔ بالغ ۱۲ ماه است. حشرهٔ بالغ نقاط مرطوب و سایه‌دار را به عنوان زیستگاه ترجیح می‌دهد. کوتاه بودن بال‌پوش‌ها موجب از دست رفتن مقدار زیادی از آب بدن حشره می‌شود. بدین واسطه بالغان نسبت به تغییرات شدید دمایی و کاهش رطوبت بسیار حساس بوده و به همین دلیل با پناه بردن به محیط‌های مناسب سعی در برطرف ساختن این ضعف خود می‌کنند. بدین لحاظ در مناطقی که تغییرات روزانه و فصلی و محلی حرارت و رطوبت محیط زیاد باشد زیستگاه‌های پدروس موقتی و پراکنده خواهد بود.
تخم‌گذاری این دسته از حشرات متمرکز نیست و تخم‌هایشان را در سطح زیستگاه پراکنده می‌کنند. تخم‌ها سفید کدر کروی و بسیار ریز هستند. لارو این حشرات حدود ۴ میلی‌متر طول دارد. شفیرهٔ آن‌ها را در سطح خاک یا در عمق چند میلی‌متری زیر خاک می‌توان یافت. بالغان تمایل کمتری به پرواز دارند و زمانی که احساس خطر کنند خود را در لابه‌لای ریشه‌های گیاهی لانهٔ موریانه و مورچه و شکاف‌های سطح خاک پنهان می‌کنند. برای زمستان‌گذرانی این حشرات به عمق تودهٔ گیاهان وحشی و علف‌های هرز پناه می‌برند. اوج فعالیت پروازی این سرده از سوسک‌ها، بین ساعات ۲۱ تا ۲۲ است. پدروس‌ها به شدت از تابش آفتاب گریزان هستند و به هنگام روز در سایه پناه می‌گیرند اما در مقابل، تمایل زیادی به نورهای مصنوعی دارند و به همین دلیل شب هنگام به اماکن مسکونی هجوم می‌آورند.
فعالیت فصلی بالغان در شهرستان‌های مختلف متفاوت بوده و به عواملی چون تعداد نسل و طول دورهٔ زمستان‌گذرانی وابسته است. در شمال ایران مزارع برنج و در استان فارس مزارع یونجه از عمده‌ترین زیستگاه‌های این حشره است. این حشرات شکارچی بوده و در بسیاری از کشورهای دنیا به عنوان عامل مبارزهٔ بیولوژیک با آفات مزارع برنج، سیب‌زمینی، گوجه‌فرنگی، آفتابگردان و غیره استفاده شده‌است.

## اهمیت پزشکی
اهمیت این دسته از حشرات به واسطهٔ ایجاد ضایعات پوستی است که به آن پدروسیس یا درماتیت پدروس گویند. درماتیت پدروس که درماتیت خطی نیز نامیده می‌شود در پی له شدن سوسک‌های مزبور به وجود می‌آید. در اثر له شدن این حشرات مادهٔ فعالی به نام پدرین (Pederin) که در همولنف آن‌ها به‌طور طبیعی وجود دارد سطح پوست را آغشته کرده موجب بروز درماتیت می‌شود. پدرین تنها در اثر له شدن حشره آزاد می‌شود و گزش یا نیش حشره نقشی در آزاد شدن آن ندارد. این ترکیب در برخی از گونه‌ها توسط حشرهٔ مادهٔ بالغ تولید می‌شود و هنگام تخم‌گذاری سطح تخم‌ها را می‌پوشاند. این ماده که ماده‌ای ترشحی و دفاعی در برابر عقرب‌ها و دیگر بندپایانی است که قصد تغذیه از تخم این حشرات را دارند دارای اثر ضد باکتری ضعیف است اما برای سلول‌های یوکاریوتیک بسیار سمّی است. بلع این ماده موجب بروز آسیب‌های داخلی بسیار شدید می‌شود و تزریق وریدی آن موجب مرگ می‌گردد. گفته می‌شود که این ماده از زهر مارهای کبری نیز قوی‌تر است.
سمیت پدرین بیشتر به واسطهٔ توقف در بیوسنتز پروتئین و تقسیم سلولی است. ساختار این ماده بسیار شبیه به ساختمان شیمیایی ماده‌ای به نام MYCALAMIDE است. آزمایش‌ها حاکی است پدرین دارای خاصیت ضدّ تومور است و از این نظر با مادهٔ ضدّ تومور MYCALAMIDE قابل مقایسه است. البته میزان پدرین در بدن این حشره آن‌قدر ناچیز است که برای به دست آوردن مقدار لازم به منظور تعیین ساختمان شیمیایی آن به ۱۰۰ کیلوگرم از این حشره یعنی معادل حدود ۲۵ میلیون عدد از آن‌ها نیاز است.

### علائم بالینی
[[Ficheiro:PaederusDermatitis.png|پیوند=https://pt.wikipedia.org/wiki/Ficheiro:PaederusDermatitis.png%7Cبندانگشتی%7Cالتهاب پوستی ناشی از دارکولا]]
درماتیت پدروس نوعی درماتیت تماسی تاولی سوزش‌دار و اپیدرمولیزیس خود التیام‌یابنده پوست انسان است که شکل و اندازهٔ آن منوط به شکل و وسعت منطقه تحت تأثیر مادهٔ پدرین است. در این درماتیت خطی طیفی از تغییرات هیستو پاتولوژیک داخل و زیر اپیدرمی دیده می‌شود که واجد یک کانون اصلی است. این کانون محل اولیهٔ تماس پوست با سم است. کانون‌های فرعی این بیماری در اثر خاراندن محل آلوده به سم و انتقال یافتن آن به اطراف و نیز آزاد شدن پروتئازهای اپیدرمی و در نتیجه تخریب اپیدرم در اطراف کانون اولیه زخم به وجود می‌آید.
عارضه در سه مرحله تکامل می‌یابد:
1. حدود ۴۸–۲۴ ساعت بعد از تماس پوست با سم ماکول‌هایی در محل تماس به وجود می‌آید که در ابتدا قرمزرنگ و پراکنده بوده سپس به تدریج این لکه‌ها به هم پیوسته نسبتاً تیره شده موجب اریتماتوز کامل ناحیهٔ تماس می‌شود. در این زمان زخم شبیه حالتی مشابه زخم حاصل از چکیدن مایعی داغ روی پوست است.
2. در این مرحله که حدود روز سوم تا چهارم پس از التهاب اولیه آغاز می‌شود وزیکول‌های کوچکی ظاهر می‌شوند که به تدریج بزرگ شده فرمی خطی پیدا می‌کنند.
3. این مرحله همراه با خارش شدیدی است. در این مرحله زخم خشک شده و سطح آن ترک‌هایی برمی‌دارد و در واقع حالتی اسکواموزی پیدا می‌کند. سپس به تدریج پوسته‌های زخم ریزش کرده و لکه‌هایی هایپر پیگمانته جای آن را می‌گیرند. هایپر پیگمانتاسیون اغلب زودگذر و موقتی است ولی گاه ممکن است تا چند ماه هم باقی بماند. پوسته‌ریزی نیز ممکن است چند مرتبه صورت بگیرد یعنی ممکن است پس از پوسته‌ریزی اولیه در اثر خاراندن محل یا به‌طور خودبه‌خودی پوست جدید نیز مجدداً به همان ترتیب ریزش کرده و تعویض شود.

خاراندن زخم در مرحلهٔ وزیکولی به دلیل مرطوب و نرم بودن سطح زخم، موجب پارگی آن شده و احتمال عفونت‌های ثانویه به انواع میکروب‌ها را افزایش می‌دهد. بروز عفونت ثانویه یا لِه شدن بیش از یک حشره روی پوست و نیز حساسیت بیشتر برخی از افراد موجب تغییر تابلوی بالینی عارضه می‌شود به نوعی که گاه مجموعه‌ای از عوارض غیرمستقیم همچون دردهای مفصلی استفراغ، تب و ناراحتی پرده صماخ گوش را به وجود می‌آورد. شکل و مراحل التیام زخم در نقاط مختلف بدن یک فرد متفاوت است مثلاً تظاهرات بالینی عارضه در اطراف دهان، بینی و چشم کاملاً متفاوت از دیگر قسمت‌های بدن است. نواحی مورد اشاره دارای حساسیت بیشتری نسبت به تماس با پدرین بوده و تماس با کمترین میزان آن نیز پس از مدت کوتاهی موجب عوارض می‌گردد. کوچک‌ترین تماس دست‌های آلوده به همولنف پدروس با چشم پس از ۱۰ ساعت موجب تورم پلک‌ها و آماس ملتحمه شده همراه با سوزش و خارش شدیدی خواهد بود که در نهایت به دلیل ورم پلک‌ها و بافت‌های اطراف چشم آلوده، به‌طور موقت بسته می‌شود. در موارد آلودگی دور دهان و اطراف بینی نیز مراحل پیشرفت زخم همچون عارضهٔ چشمی است با این تفاوت که در آن‌ها تورم مشاهده نمی‌شود.

### همه‌گیرشناسی
درماتیت پدروس بیشتر در قسمت‌های فاقد پوشش بدن نظیر دست‌ها، صورت و گردن عارض می‌شود. تعریق زیاد و حمام گرفتن موجب حساسیت بیشتر پوست نسبت به نفوذ و اثر پدرین می‌شود. از سوی دیگر همزمانی اوج فعالیت پدروس‌ها با فصل گرما و عرق زیاد و نهایتاً استفاده از لباس کم و احیاناً آستین کوتاه موجب افزایش میزان تماس این حشرات با انسان می‌گردد. در شمال ایران وفور زیاد درماتیت و عوارض پوستی ناشی از پدروس‌ها به دلیل وجود شرایط مساعد پرورش و تکثیر پدروس‌ها و جمعیت بالای آن‌هاست. عارضه در تمام گروه‌های سنی از هر دو جنس و از هر شرایط اجتماعی و طبقاتی به یک نسبت مشاهده می‌شود. ممکن است در ابتدا وفور عارضه در میان خانم‌های جوان بیشتر به‌نظر آید اما این امر به واسطهٔ تأکید بیشتر این افراد به مسائل زیبایی است.

## درمان
عوارض سم دارکولا که گاه خفیف ولی در بیشتر موارد، شدید است پس از ۲۴ ساعت آغاز می‌شود و تا ده روز بعد تشدید می‌گردد و با قرمزی پوست و احساس خارش شدید همراه است. پس از خارش پوست، موضع کنده شده و اثری مانند سوختگی بر جا می‌ماند.
تا سال ۱۹۹۰ بیش از ۳۰ ترکیب دارویی برای درمان این عارضه مورد استفاده قرار گرفته‌اند ولی با وجود این هنوز دارویی با اثر قطعی و اختصاصی برای درمان آن وجود ندارد. تمام شیوه‌های درمانی مبتنی بر تخفیف و تعدیل زخم است. در بین روش‌های مختلف درمانی خنثی نمودن اثر سم در مراحل اولیهٔ تماس، تأثیر خود را نشان داده‌است اما چون بیشتر مردم، زمان و مکان تماس با سم را به‌خاطر نمی‌آورند معمولاً پس از بروز علائم متوجه ابتلای خود می‌شوند. در نتیجه کاربرد این شیوه‌ها چندان مؤثر به‌نظر نمی‌رسد. به عنوان مثال استفاده از یُد در مراحل اولیه پس از آلودگی به سم موجب خنثی شدن اثر سم می‌شود اما در مراحل بعد از شروع عارضه تأثیری نخواهد داشت.
در Tonking & Robert ،۱۹۳۵ نشان دادند که استفاده از فراورده‌های روغنی و چربی موجب گسترش عارضهٔ وزیکول‌زایی شده و وضعیت زخم را بدتر می‌نماید. در Zumpt & Deneys ،۱۹۶۳ نیز نشان دادند که شست‌وشوی محل زخم با آب و صابون پس از تأثیر سم، نتیجه‌ای در پی نخواهد داشت. کاربرد کِرِم کورتیزون و استفاده از آنتی‌بیوتیک‌ها تنها در مرحلهٔ قبل از وزیکولی می‌تواند در بهبود زخم مؤثر باشد. بعد از این مرحله، درمان با مُسکن‌ها نیز هیچ تأثیری ایجاد نمی‌کند. در Armestrong & Winfield ،۱۹۶۹ موارد زیادی از مبتلایان را با استفاده از کمپرس آب گرم و استفاده از کرم‌های استروئیدی در ابتدای مرحلهٔ وزیکولی درمان کردند آن‌ها اعتقاد دارند که استفاده از استروئیدهای سیستمیک در عارضه‌های شدید موجب کوتاه شدن دورهٔ درمان می‌شود. در Dazzin & Pavan ،۱۹۷۱ اظهار داشته‌اند که شکل درمان بایستی در سطح سلولی مطالعه شود به همین علت در چند سال اخیر، مطالعات درمانی زیادی بر همین اساس صورت گرفته که نتایج آن‌ها در پی می‌آید:
1. در صورت آگاهی از تماس با سم پدرین بلافاصله بایستی محل تماس را با آب و صابون شست.
2. در صورت بروز عارضه، حداقل طی ۴۸ ساعت اول باید از خاراندن محل عارضه خودداری نمود.
3. استفاده از کرم‌های استروئیدی و آنتی‌هیستامین موجب کاهش شدت علائم و جلوگیری از خارش خواهد شد که نهایتاً مانع از بروز عفونت‌های ثانویه می‌گردد.

برای جلوگیری از عفونت‌های ثانویه تجویز آنتی‌بیوتیک‌ها نیز توصیه می‌شود. اما در صورت تمیز نگه داشتن سطح زخم یا شست‌وشوی آن با مواد آنتی‌سپتیک مانند الکل نیازی به استفاده از آن نخواهد بود.
هیدروکورتیزون (که یکی از ضعیف‌ترین داروهای متعلق به گروه کورتیکواستروئید موضعی است) جهت درمان درماتیت تماسی (التهاب پوستی ناشی از مادهٔ حساسیت‌زا) به کار می‌رود. سیر ضایعه ناشی از بند (بن دمتی) بسیار شبیه به درماتیت تماسی است. هیدروکورتیزون جهت درمان ضایعهٔ حساسیتی پوستی که در مرحلهٔ اول بیماری دیده می‌شود (سرخی و تاول کوچک پوستی) به کار می‌رود. پوست پس از آسیب دیدن ممکن است دچار عفونت بشود. در صورت وجود عفونت پوستی باید از آنتی‌بیوتیک به صورت موضعی یا سیستمیک (خوراکی / تزریقی) استفاده شود.
در درمان سنتی در شمال ایران شست‌وشوی مدوام زخم با الکل یا گلاب مرسوم است.

## مبارزه
برای مبارزه با حشرهٔ بالغ می‌توان به سمپاشی مزارع برنج، ذرت، پنبه، و غیره با استفاده از سموم دفع آفات کشاورزی پرداخت. در شمال ایران با توجه به رونق کشاورزی و سمپاشی مداوم مزارع، جمعیت پدروس‌ها به‌طور غیرمستقیم کنترل خواهد شد. این وضع با توجه به جنبهٔ مفید پدروس‌ها به عنوان یک عامل کنترل بیولوژیک آفات مزارع چندان مطلوب به‌نظر نمی‌رسد. بهتر است در صورتی که از نظر پزشکی مشکل چندانی وجود نداشته باشد در سمپاشی مزارع ملاحظات لازم برای حفظ پدروس‌ها لحاظ گردد.
با توجه به این‌که عارضه فقط در صورت له شدن حشره روی بدن و تماس همولنف حشره با پوست به وجود می‌آید برطرف کردن حشره از روی پوست بدون آسیب رساندن به آن موجب پیشگیری از عوارض بعدی خواهد شد. همچنین با عنایت به این‌که بیشترین شانس تماس انسان با پدروس در طول شب و در زمانی است که چراغ‌های داخل اماکن یا سرپناه‌های خارج از اماکن روشن می‌شوند بهتر است روی پنجره‌ها و درها توری نصب گردد تا از ورود این حشرات به داخل اماکن مسکونی جلوگیری شود. خاموش نمودن چراغ‌های اضافی به‌خصوص در زمان اوج فعالیت پدروس‌ها می‌تواند موجب کاهش موارد ابتلا به این عارضه گردد. همچنین باید از تلنبار کردن علوفه و مواد گیاهی در نزدیکی اماکن مسکونی خودداری کرد. از دیگر راه‌های مقابله با این حشرات استفاده از Black light است. نحوه عمل به این صورت است که لامپ‌های مولد پرتوی فرابنفش را در نزدیکی اماکن نصب کرده و اطراف آن را سمپاشی می‌نمایند.
همچنین می‌توان از شیوهٔ ملافهٔ آغشته (Impregnated bed sheet) استفاده نمود. بدین منظور می‌توان محلولی از غلظت معمول حشره‌کش‌هایی همچون سموم پایرتروئید تهیه نمود و ملافه‌ای از جنس مواد مصنوعی را در آن خیساند پس از چلاندن ملافه در داخل ظرف باید آن را روی سطحی تراز پهن نمود تا مایعات اضافی آن خارج گردد سپس باید آن را تا خشک شدن کامل آویزان نمود. پس از خشک شدن ملافه می‌توان آن را روی دیوار در محلی مناسب نزدیکی زیستگاه پدروس‌ها نصب کرده روی آن لامپی با نور بنفش روشن نمود اگرچه استفاده از لامپ‌های فلورسنت بنفش رنگ معمولی نیز امکان‌پذیر است اما کارایی لامپ‌های Black light را نخواهد داشت.

### دستورالعمل پیشگیری
در کل بعضی خاک‌ها نیز قابلیت حشره‌زایی دارند. این خاک‌ها را باید شناخت و حشرات مختلف آن را از راه‌های مفید از بین برد. بهترین راه اجتناب از عارضهٔ درماتیت خطی کاهش تماس انسان با حشره‌است به این منظور می‌توان با انجام اقدامات ذیل به طرز قابل ملاحظه‌ای از احتمال تماس انسان با حشره کاست:
1. برطرف کردن علف‌های هرز از اطراف منازل مسکونی
2. گذراندن شب در داخل اماکن انسانی
3. کاستن از تعداد لامپ‌های روشن و خاموش کردن لامپ‌های غیر ضروری
4. عدم استفاده از لامپ‌های بخار جیوه، نئون و فلورسنت
5. نصب پرده‌هایی که مانع از عبور نور می‌شوند
6. نصب توری روی در و پنجره با منافذ کمتر از ۱٫۵ در ۱٫۵ میلی‌متر
7. شستشوی سریع محل له شدن حشره با آب و صابون